# Torneio Paraná de Verão de 2022–23
O Torneio Paraná de Verão de 2022–23 foi a primeira edição deste torneio futebolístico.

## Antecedentes e participantes
A competição foi criada pelas equipes participantes visando preparar os jogadores - com mais competitividade - para o Campeonato Paranaense de 2023, sendo um desejo das equipes há anos - de acordo com Mauricio Trombetta, gerente de futebol do Maringá. Com a chancela da Federação Paranaense (FPF), os clubes conseguiram estruturar e realizar a primeira edição. Marcus Vinicius, gerente de futebol do FC Cascavel, descreveu que "os confrontos amistosos com essas equipes são frequentes no período de pré-temporada, porém, agora vale troféu.", e além disso, "aproximar o clube da torcida". Adir Kist, gerente de futebol do Cianorte, reforçou "a importância de aproximar o torcedor e a imprensa da preparação dos clubes.", além disso, "com a pretensão de se tornar tradição".
Mauricio Trombetta, além de afirmar que era um desejo das equipes, também afirmou:

Nos anos anteriores, Maringá, Cascavel e Cianorte já realizaram jogos treino de preparação para o estadual e esse ano tivemos essa ideia de realizar uma copa. Com a autorização e chancela da Federação, conseguimos estruturar e faremos a primeira edição. Além de dar mais competitividade aos atletas na preparação, também se torna um atrativo maior para o torcedor e a imprensa acompanhar de perto a preparação das equipes para a próxima temporada. Esse é o ano um, nada impede de evoluirmos com mais participantes nas próximas temporadas.— Mauricio Trombetta
Os jogos eram abertos ao público, sem cobrança de ingressos, sendo apenas solicitado um quilo de alimento (não perecível) para instituições de caridade de cada cidade dos times participantes. As equipes participantes disputariam entre si em sistema de pontos corridos, em jogos de ida e volta, sendo declarado campeão a equipe que somar a maior pontuação.
| Equipe      | Cidade   | Títulos |
| ----------- | -------- | ------- |
| Cianorte    | Cianorte | —       |
| FC Cascavel | Cascavel | —       |
| Maringá     | Maringá  | —       |

## Classificação
| Pos | Equipe      | Pts | J | V | E | D | GP | GC | SG | Classificado |
| --- | ----------- | --- | - | - | - | - | -- | -- | -- | ------------ |
| 1   | Cianorte    | 8   | 4 | 2 | 2 | 0 | 5  | 3  | +2 | Campeão      |
| 2   | Maringá     | 5   | 4 | 1 | 2 | 1 | 7  | 6  | +1 |              |
| 3   | FC Cascavel | 2   | 4 | 0 | 2 | 2 | 4  | 7  | −3 |              |

### Partidas
| 14 de dezembro | FC Cascavel | 0 – 0    | Cianorte | Estádio Olímpico Regional, Cascavel |
| 19:00          |             | Detalhes |          |                                     |

| 17 de dezembro | Cianorte | 2 – 1    | Maringá | Albino Turbay, Cianorte |
| 17:00          |          | Detalhes |         |                         |

| 21 de dezembro | FC Cascavel             | 2 – 2    | Maringá                          | Estádio Olímpico Regional, Cascavel |
| 19:30          | Carlão 8' · Robinho 78' | Detalhes | Alemão 33' · Matheus Bianqui 85' |                                     |

| 29 de dezembro | Cianorte           | 2 – 1    | FC Cascavel | Albino Turbay, Cianorte |
| 19:00          | Alexsandre 6', 56' | Detalhes | Robinho 89' |                         |

| 5 de janeiro | Maringá        | 1 – 1    | Cianorte | Albino Turbay, Cianorte |
| 19:30        | Max Miller 42' | Detalhes | Igor 15' |                         |

| 7 de janeiro | FC Cascavel | 1 – 3    | Maringá                               | Estádio Olímpico Regional, Cascavel |
| 16:00        | Wagner 63'  | Detalhes | Gui Sales 19', 45+5' · Fernando 90+2' |                                     |